# 1-Octacosanol
1-Octacosanol ist eine langkettige chemische Verbindung aus der Gruppe der Fettalkohole und die Hauptkomponente des Policosanols.

## Vorkommen

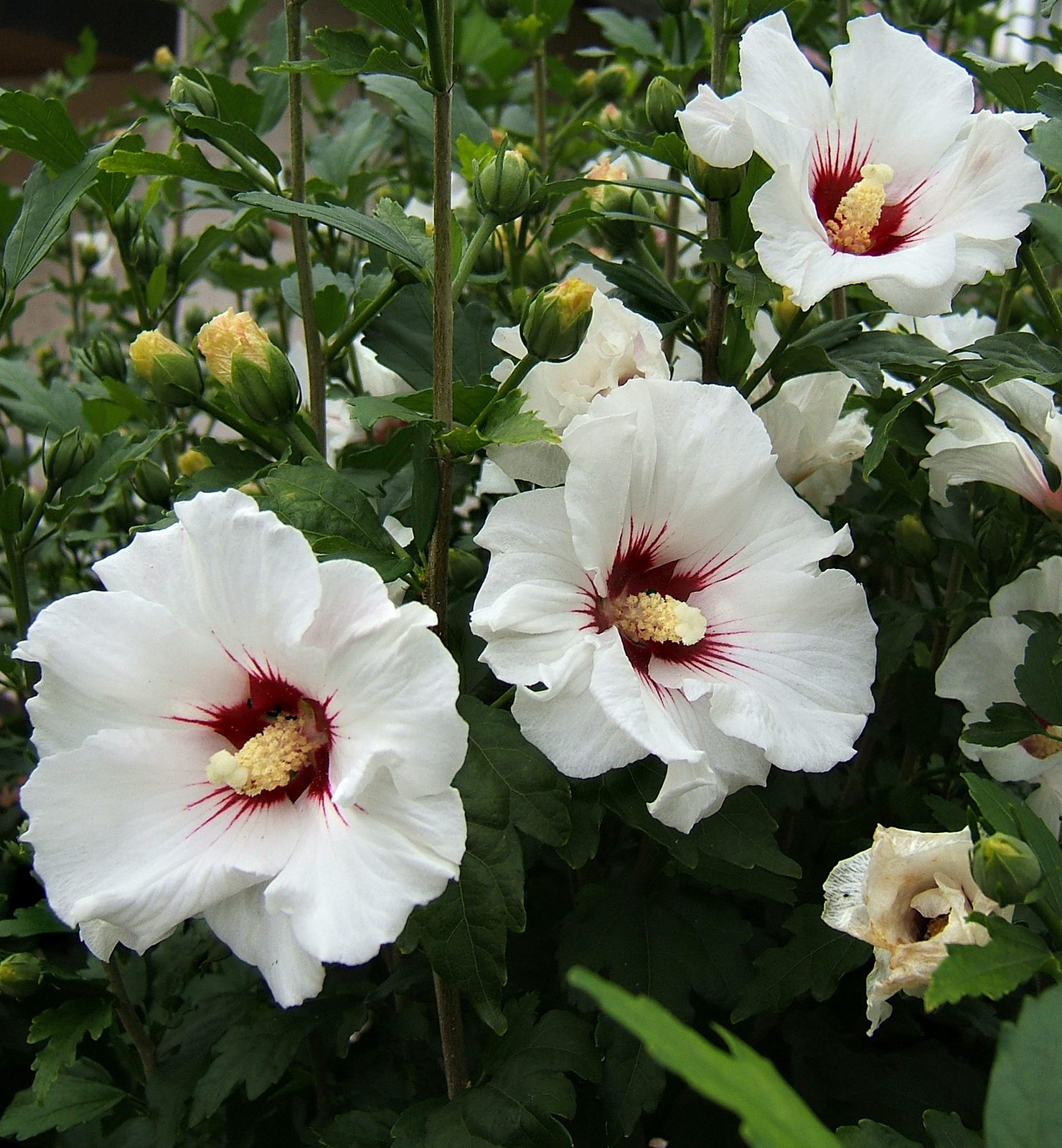
Straueibisch

1-Octacosanol kommt in verschiedenen Pflanzenfetten und -ölen vor, hauptsächlich im Weizenkeimöl. Es kann in der Rinde des Straucheibisch, im Amerikanischen Ginseng (Panax quinquefolius) und in den Früchten der Sägepalme nachgewiesen werden. Außerdem ist es als Hauptbestandteil im Zuckerrohr-Extrakt (Saccharum officinarum), also dem Policosanol, zu finden.

## Gewinnung und Darstellung
1-Octacosanol kann aus Sebacinsäure und Stearylalkohol durch Hydrierung gewonnen werden.

## Eigenschaften
1-Octacosanol ist ein weißer Feststoff.

## Verwendung
1-Octacosanol findet sich in Nahrungsergänzungsmitteln. Im Sport wird es zur besseren Nutzung des Atmungssauerstoffs während sportlicher Leistungen eingesetzt.